# Посејдоније
Посејдоније (Грчки: Ποσειδώνιος, Poseidṓnios, „од Посејдона“) „од Апамеје“ (ο Απαμευς) или „од Родоса“ (ὁ Ροδιος) ( око 135 — око 51 п. н. е.) био је грчки политичар, астроном, астролог, географ, историчар, математичар и учитељ. Родом је из Апамеје у Сирији. Сматран је за најученијег човека свог времена, а вероватно и целе стоичке школе. Након периода учења стоичке филозофије од Панаетија у Атини, провео је много година у путовањима и научним истраживањима у Шпанији, Африци, Италији, Галији, Лигурији, Сицилији и на источним обалама Јадрана. Настанио се као учитељ на Родосу где је његова слава привукла бројне научнике. Поред Панаетија, највише је учинио писмима и личним предавањима на ширењe стоицизма у римском свету и постао је познат многим водећим људима, укључујући Помпеја и Цицерона.
Његова дела су сада изгубљена, али су се каснијим писцима показала као рудник информација. Познати су наслови и предмети за више од двадесет њих. Заједно са другим стоицима средњег периода, он је показао синкретичке тенденције, пратећи не само раније стоике, већ користећи дела Платона и Аристотела. Полихистор као и филозоф, интересовао се за природне науке, географију, природну историју, математику и астрономију. Настојао је да одреди растојање и магнитуду Сунца, да израчуна пречник Земље и утицај Месеца на плиму и осеку.

## Живот

### Младост и образовање
Посејдоније, надимак „Атлета“ (Αθλητης), рођен је око 135. п. н. е.. Рођен је у грчкој породици у Апамеји, хеленистичком граду на реци Оронту у северној Сирији. Као што каже историчар Филип Фриман: „Посејдоније је био Грк до сржи“. Он није изражавао љубав према свом родном граду, Апамеји, у својим списима и исмевао је његове становнике.
Као младић преселио се у Атину и учио код Панаетија, водећег стоичког филозофа тог доба, и последњег неприкосновеног поглавара (учењака) стоичке школе у Атини. Када је Панаетиус умро 110. п. н. е., Посејдоније је имао око 25 година. Уместо да остане у Атини, он се настанио на Родосу и добио држављанство. На Родосу је Посејдоније водио сопствену школу која ће постати водећа институција тог времена.

### Путовања
Око 90-их година пре нове ере Посејдоније је кренуо на серију путовања по Медитерану прикупљајући научне податке и посматрајући обичаје и људе места које је посетио. Путовао је по Грчкој, Хиспанији, Италији, Сицилији, Далмацији, Галији, Лигурији, северној Африци и источним обалама Јадрана.
Посејдоније је писао да су дневне плиме повезане са Месечевом орбитом, док висине плиме варирају са циклусима Месеца, и претпоставио је о годишњим циклусима плиме и осеке синхронизованим са равнодневицама и солстицијама.
У Галији је проучавао Келте. Оставио је живописне описе ствари које је видео својим очима док је био међу њима: људи који су били плаћени да им прережу грло ради јавне забаве и закуцавање лобања као трофеја на вратима. Али приметио је да су Келти поштовали друиде, које је Посејдоније видео као филозофе, и закључио да, чак и међу варварима, „понос и страст уступају место мудрости, а Арес се диви музама“. Посејдоније је написао географску расправу о келтским земљама која је од тада изгубљена, али се опширно (директно и другачије) помиње у делима Диодора са Сицилије, Страбона, Цезара и Тацитове Германије.

### Политичка посла
Посејдоније је на Родосу активно учествовао у политичком животу, а висок положај је стекао када је постављен за једног од Пританеја. Ово је била најважнија политичка канцеларија на Родосу, која је комбиновала председничке и извршне функције, од којих је пет (или можда шест) мушкараца обављало ту функцију у периоду од шест месеци.
Изабран је за најмање једном за место амбасадора у Риму 87/86, у време Маријана и Сулана. Иако је намена амбасаде непозната, то је било у време Првог Митридатовог рата када је римску власт над грчким градовима оспорио Митридат VI од Понта Понтски и политичка ситуација је била деликатна.

### Стоичка школа на Родосу
Под Посејдонијем, Родос је засенио Атину и постао нови центар стоичке филозофије у 1. веку пре нове ере. Овај процес је можда већ почео под Панаетијем, који је био родом са Родоса, и можда је тамо основао школу. Ијан Кид напомиње да је Родос „био привлачан, не само као независан град, комерцијално просперитетан, отворен и са лаким везама за кретање у свим правцима, већ зато што је био добродошао за интелектуалце, јер је већ имао јаку репутацију, посебно за научне истраживања људи попут Хипарха."
Иако се мало зна о организацији његове школе, јасно је да је Посејдоније је увек имао грчке и римске ученике, што су показали угледни Римљани који су је посећивали. Помпеј је седео на предавању 66. године и поново је то учинио 62. по повратку из кампање на Истоку. Овом другом приликом тема предавања је била „Не постоји добро него морално добро“. Посејдоније је у то време вероватно имао седамдесете и боловао је од гихта. Тему свог предавања илустровао је показујући на своју болну ногу и изјављујући „Није добро, бол, колико год досадан био, али ме никада нећеш убедити да си зло“.
Када је Цицерон био у касним двадесетим годинама, похађао је курс Посејдонијевих предавања, а касније је позвао Посејдонија да напише монографију о Цицероновом конзулату, што је он љубазно одбио. У својим каснијим списима Цицерон више пута спомиње Посејдонија као мој учитељ и мој драги пријатељ. Посејдоније је умро у својим осамдесетим годинама, године 51. п. н. е.; његов унук, Јасон од Нисе, наследио га је на месту директора школе на Родосу.

## Делимичан обим списа
Посејдоније је био слављен као полихустор у целом грчко-римском свету јер се приближио савладавању свих знања свог времена, слично Аристотелу и Ератостену. Покушао је да створи јединствен систем за разумевање људског интелекта и универзума који би пружио објашњење и водич за људско понашање.
Посејдоније је писао о физици (укључујући метеорологију и физичку географију), астрономији, астрологији и прорицању, сеизмологији, геологији и минералогији, хидрологији, ботаници, етици, логици, математици, историји, природној историји, антропологији и тактици.
Ниједно његово дело није сачувано у целости. Сачувани су фрагменти, иако су познати наслови и теме многих његових књига. Писци као што су Страбон и Сенека дали су главницу података о његовом животу и делу.

## Филозофија
За Посејдонија, филозофија је била доминантна мајсторска уметност, а све појединачне науке биле су подређене филозофији, која је једина могла да објасни космос. Сва његова дела, од научних до историјских, била су неодвојиво филозофска.
Прихватио је стоичку категоризацију филозофије на физику (природну филозофију, укључујући метафизику и теологију), логику (укључујући дијалектику) и етику. Ове три категорије за њега су биле, на стоички начин, неодвојиви и међузависни делови једне органске, природне целине. Упоредио их је са живим бићем, са физиком од крви и меса, логиком костима и тетивама које држе организам на окупу, и коначно етиком – најважнијим делом – који коренспондира души.
Иако изразито стоик, Посејдоније је био синкрета попут Панаеција и других стоика средњег периода. Он је следио не само раније стоике, већ је користио списе Платона и Аристотела. Посејдоније је проучавао Платоновог Тимеја и чини се да је написао коментар на њега наглашавајући његове питагорејске карактеристике. Као креативни филозоф, од Посејдонија се, међутим, очекивало да ствара иновације у оквиру традиције филозофске школе којој је припадао.

### Етика
Етика, према учењу Поседонија, односи се на праксу, а не само на теорију. То укључује знање и о људском и о божанском, и знање о универзуму са којим је повезан људски разум.
Некада је било опште гледиште да је Посејдоније одступио од монистичке психологије ранијих стоика. Хризип је написао дело под називом О страстима у којем је потврдио да разум и емоција нису одвојене и различите способности, и да су деструктивне страсти уместо тога рационални импулси који су ван контроле. Према сведочењу Галена (присталице Платона), Посејдоније је написао дело О страстима у којем је уместо тога усвојио Платонов концепт троструке поделе душе која је поучавала да поред разумских способности, људска душа има способности које су духовите (бес, жеље за влашћу, поседовањем, итд.) и жељне (жеље за сексом и храном). Иако Галеново сведочење још увек прихватају неки, новије студије тврде да је Гален можда преувеличао Посејдонијеве ставове ради полемичког ефекта, и да је Посејдоније можда покушавао да разјасни и прошири Хрисипа уместо да му се супротстави. Други писци који су познавали Посејдонијева етичка дела, попут Цицерона и Сенеке, груписали су Хрисипа и Посејдонија заједно и нису видели никакву супротност у њиховим ставовима.

### Физика
Филозофска велика визија Посејдонија била је да је сам универзум био међусобно повезан као органска целина, провидентна и организована у свим аспектима, од развоја физичког света до понашања живих бића. Панаеције је сумњао и у стварност прорицања и у стоичку доктрину будућег пожара (екпиросис), али Посејдоније је писао у прилог ових идеја. Као стоик, Посејдоније је био заговорник космичке „симпатије“ (συμπαθεια, симпатхеиа ) — органског међуодноса свих појава у свету, од неба до Земље, као део рационалног дизајна који уједињује човечанство и све ствари у универзуму. Веровао је да се ваљана предвиђања могу направити из знакова у природи — било путем астрологије или пророчких снова — као нека врста научног предвиђања.

### Математика
Посејдоније је био један од првих који је покушао да докаже Еуклидов пети постулат паралелности. Предложио је да се дефиниција паралелних правих линија промени у еквивалентан исказ који би му омогућио да се докаже пети постулат. Одатле би се еуклидска геометрија могла реструктурирати, стављајући пети постулат међу теореме.
Поред својих писања о геометрији, Посејдоније је био заслужан за креирање неких математичких дефиниција, или за артикулисање ставова о техничким терминима, као што су теорема и проблем.

### Астрономија и метеорологија
Неки фрагменти његових списа о астрономији опстали су кроз Клеомедов трактат О кружним кретањима небеских тела, при чему се чини да је прво поглавље друге књиге углавном преписано од Посејддонија.
Посејдоније је изнео теорију да Сунце еманира виталну силу која је прожимала свет.
Покушао је да измери растојање и величину Сунца. Око 90. године пре нове ере, Посејдоније је проценио растојање од Земље до Сунца (види астрономску јединицу) на 9.893 пута Земљиног радијуса. Ово је још увек било премало за половину. Међутим, приликом мерења величине Сунца, он је достигао цифру већу и тачнију од оних које су предложили други грчки астрономи и Аристарх са Самоса.
Посејдоније је такође израчунао величину и удаљеност Месеца.
Посејдоније је конструисао орериј, вероватно сличан  механизму са Антикитере. Посејдонијев орериј, према Цицерону, показао је дневна кретања Сунца, Месеца и пет познатих планета.
Посејдоније је у својим списима о метеорологији следио Аристотелов рад. Теоретизирао је узроке за настанак облака, магле, вјетра и кише, као и мраза, града, муња и дуга. Такође је проценио да граница између облака и неба лежи око 40 стадија изнад Земље.

### Географија, етнологија и геологија
Посејдонијева слава изван специјализованих филозофских кругова почела је, најкасније осамдесетих година, објављивањем дела „About the ocean and the adjacent areas “. Овај рад није био само свеобухватан приказ географских питања према актуелним научним сазнањима, већ је послужио да популарише његове теорије о унутрашњим везама света, да покаже како су све силе утицале једна на другу и како се међусобна повезаност такође примењује. на људски живот, на политичку баш као и на личне сфере.
У овом делу, Посејдоније је детаљно изложио своју теорију о утицају климе на карактер људи, што је укључивало и његову репрезентацију „географије раса“. Ова теорија није била само научна, већ је имала и политичке импликације - његови римски читаоци су били обавештени да је климатски централни положај Италије суштински услов римске судбине да доминира светом. Као стоик, он, међутим, није правио суштинску разлику између цивилизованих Римљана као господара света и мање цивилизованих народа. Посејдонијеви списи о Јеврејима су вероватно били извор извештаја Диодора Сицилија о опсади Јерусалима, а вероватно и Страбоновог. Јосиф Флавије оспорава неке од Посејдонијевих аргумената у дели Против Апиона.
Попут Питеја, Посејдоније је веровао да плиму изазива Месец. Посејдоније је, међутим, погрешио у вези са узроком. Мислећи да је Месец мешавина ваздуха и ватре, он је узрок плиме и осеке приписао топлоти Месеца, довољно врућој да изазове набујање воде, али недовољно врућој да је испари.
Забележио је запажања земљотреса и вулкана, укључујући извештаје о ерупцијама вулкана на Еолским острвима, северно од Сицилије.

#### Обим Земље
Посејдоније је израчунао обим Земље методом мерења лука, на основу положаја звезде Канопус. Како је Клеомед објаснио, Посејдоније је посматрао Цанопус на, али никада изнад хоризонта на Родосу, док је у Александрији видео како се пење чак 7½ степени изнад хоризонта (лук меридијана између географске ширине два локалитета је заправо 5 степени и 14 минута) . Пошто је мислио да је Родос 5.000 стадија северно од Александрије, а разлика у надморској висини звезде указује да је растојање између два локалитета 1/48 круга, помножио је 5.000 са 48 да би добио број од 240.000 стадија за обим са земље.
Превођење стадиона у модерне јединице удаљености може бити проблематично, али се генерално сматра да је стадион који је користио Посејдониус био скоро тачно 1/10 модерне статутарне миље. Тако Посејдонијева мера од 240.000 стадија значи 24.000 mi (39.000 km) у поређењу са стварним обимом од 24.901 mi (40.074 km).
Посејдонија је у свом приступу проналажењу обима Земље информисао Ератостен, који је век раније дошао до бројке од 252.000 стадија; обојици су процене за обим Земље биле  невероватно тачне.
Страбон је приметио да је растојање између Родоса и Александрије 3.750 стадија и известио да је Посејдонијева процена обима Земље 180.000 стадија или 18.000 mi (29.000 km). Плиније Старији међу својим изворима помиње Посејдонија и без његовог имена је изнео свој метод за процену обима Земље. Међутим, приметио је да је Хипарх Ератостеновој процени додао неких 26.000 стадија. Мања вредност коју је понудио Страбон и различите дужине грчких и римских стадиона створили су упорну забуну око Посејдонијевог резултата. Птоломеј је користио Посејдонијеву нижу вредност од 180.000 стадија (око 33% премало) за обим Земље у својој Географији. Ово је био број који је користио Кристофер Колумбо да потцени удаљеност до Индије на 70.000 стадија.

### Историја и тактика
Посејдоније је у своме Историје наставио Полибијеву Светску историју. Каже се да је његова историја из периода 146–88 пре нове ере нарасла на 52 тома. Његове Histories настављају причу о успону и ширењу римске доминације, што се чини да је подржавао. Посејдоније није следио Полибијев одвојенији и чињеничнији стил, јер је Посејдоније видео догађаје изазване људском психологијом; док је разумео људске страсти и лудости, он их у свом историјском писању није помиловао нити оправдавао, користећи своју нарацију у ствари да придобије одобравање или осуду читалаца.
За Посејдонија се „историја“ протезала изван земље до неба; човечанство није било изоловано свако у својој политичкој историји, већ је било део космоса. Његове Историје се, дакле, нису бавиле изолованом политичком историјом народа и појединаца, већ су укључивале расправе о свим силама и факторима (географски фактори, минерални ресурси, клима, исхрана), који омогућавају људима да делују и буду део свог окружења. На пример, Посејдоније је разматрао климу Арабије и животворну улогу Сунца, плиме и осеке (преузете из његове књиге о океанима) и климатску теорију да би објаснио етничке или националне карактеристике људи.
На Посејдонијево дело о тактици, Уметност ратовања, грчки историчар Аријан се жалио да је написано „за стручњаке“, што сугерише да је Посејдоније можда имао искуство из прве руке у војном вођству или, можда, користио знање које је стекао из познавања Помпеја Великог.

## Углед и утицај
Дела објављена за живота о готово свим главним поделама филозофије учинили су Посејдонија познатом међународном фигуром у целом грчко-римском свету и нашироко су га цитирали писци његовог доба, укључујући Цицерона, Ливија, Плутарха, Страбона (који је звао Посејдонија „најученији од свих филозофа мог времена“), Клеомед, Сенека Млађи, Диодор Сикулски (који је користио Посејдонија као извор за своју Bibliotheca historia [„Историјска библиотека“]) и други. Иако је његов китњасти и реторички стил писања изашао из моде убрзо након његове смрти, Посејдоније је током живота био цењен због својих књижевних способности и као стилиста.
Посејдоније је био главни извор материјала о Келтима у Галији и обилно су га цитирали Тимагенес, Јулије Цезар, сицилијански Грк Диодор са Сицилије и грчки географ Страбон.
Изгледа да се Поседоније с лакоћом кретао међу вишим слојевима римског друштва као амбасадор са Родоса. Дружио се са неким од водећих личности касног републиканског Рима, укључујући Цицерона и Помпеја, који су га посетили на Родосу. У својим двадесетим, Цицерон је похађао његова предавања (77. гпре Христа) и они су наставили да се дописују. Цицерон је у свом Де Финибусу помно пратио Посејдонијево излагање Панаецијевог етичког учења.
Птоломеј је био импресиониран софистицираношћу Посидонијевих метода, које су укључивале корекцију преламања светлости која пролази кроз гушћи ваздух близу хоризонта. Птолемејево одобравање његових научних резултата, а не Ератостенове раније и тачније тезе, довело је до тога да његови налази постану прихваћена вредност за обим Земље у наредних 1500 година.
Његов утицај на грчко филозофско размишљање трајао је све до средњег века, што показује бројно цитирање као извора у Судама (византијска енциклопедија из 10. века).
Вилхелм Капеле је већину доктрина популарне филозофске расправе De Mundo базирао на писању Посејдонија. Данас се чини да је Посејдоније препознат као неко ко је имао испитивачки и широк ум, не сасвим оригиналан, али са ширином погледа који је повезивао, у складу са његовом основном стоичком филозофијом, све ствари и њихове узроке и сво знање у једно свеобухватно, јединствен поглед на свет.
По њему је назван кратер Посејдониус на Месецу.